# 坂本敏美
坂本 敏美（さかもと としみ、1952年1月8日 - 2008年2月10日）は、昭和後期に活躍した日本の元騎手。現役当時は名古屋競馬場所属。
時代は若干前後するものの、道営競馬の千島武司、栃木の福田三郎、福山の藤井勝也などと共に、馬にまつわる事故で騎手生命を絶たれた地方競馬の悲運のトップジョッキーとして知られる。

## 経歴

### 天才ジョッキー
北海道静内郡静内町で生まれる。生後まもなく父親を亡くし、母親の再婚先の家に養子に入るという少年時代を送る。
中学三年の時、義理の兄が競走馬の育成牧場をしていた縁があって名古屋競馬の安達小八調教師に誘われ、騎手となることを決意。那須の騎手教養所（現在の地方競馬教養センター）長期騎手課程第12期生として入所、1969年4月11日公営中京競馬2Rでデビュー（アラ系四歳・1番ハチカスミ・4着）。同年4月20日公営中京競馬5Rで初勝利（アラ系四歳・4番リキイブン）。
2年後の1971年以降、1973年と1977年を除き、全ての年度において名古屋競馬のリーディングジョッキーとなり（成績は下記参照）、東海地区で最初の2000勝騎手にもなった（騎乗馬：ピチピチボーイ）。尚、1977年度にリーディングジョッキーの座を逸した理由は、騎手騎乗免許の更新を忘れていたことに起因するものだった。
とりわけ、アラブでの実績が目立つ。1983年の全日本アラブ大賞典では、トキテンリユウ（名古屋・安達小八厩舎）に騎乗して制覇。翌、1984年の同レースでは、12連勝中のキンカイチフジ（笠松・加藤保行厩舎）にテン乗りで騎乗しながらも、当時脂の乗っていた桑島孝春騎乗ローゼンガバナーとの競り合いを「持ったまま」でクビ差競り落として連覇を達成した。ちなみに同レースにおいて、南関東所属以外の連覇達成騎手は、坂本が最初である。
この他、名古屋競馬伝統のアラブ重賞競走であった名古屋杯では、スーパーライトやシナノリンボーといった馬に騎乗して制覇している他、1971年に創設された東海優駿（現・東海ダービー）の初代優勝騎手であり、1984年には大井競馬場で行われた第8回全日本リーディングジョッキーで優勝を果たした。
運命の年となる1985年、連対率は実に6割9分を記録しており、「前の馬の後ろ足と、自分の馬の前足が絡まないようにぎりぎりのタイミング計ってね、さっと横にずらして抜いたのよ。神業。」というほどの技術を持っていた。

### 1985年7月19日
この日、悲劇が坂本を襲った。薄暮の中で行われた名古屋競馬第8レース、坂本はハイセイヒメに騎乗したが、4角付近でハイセイヒメは突然バランスを失った。理由は心臓麻痺によるものであったが、御しきれなくなった鞍上の坂本は馬の右側へと転倒。すると、ハイセイヒメもまた、坂本が転倒した右側へと倒れこみ、坂本は馬の下敷きになった。結果、ハイセイヒメは死亡。坂本は何とか一命こそ取り留めたものの、その後、頚椎損傷と診断された。
頚椎損傷によって坂本は首から下の肢体は不随状態となり、この日を最後に騎手生命を絶たれた。
騎手時代の通算戦績は、8897戦2483勝・2着1497回・3着857回・着外4060回・勝率27.9%・連対率44.7%だった。
笠松競馬の専門紙、競馬エースのコラムによると、事故後に使用していた坂本のメールアドレスは「sakabu-60.7.19@...」というもので、坂本自身の1985年7月19日へのこだわりが感じ取れる。

### 悲運の日々
騎手生命を絶たれた坂本はその後も過酷な日々を送った。離婚を余儀なくされ、所属していた名古屋競馬側との補償交渉も思うように進まなかった。
坂本は、ハイセイヒメの体調がおかしいため、次回のレース（上記の7月19日のレース）は自重するように調教師らに進言していたが、結局聞き入れられなかった。さらに当時、名古屋競馬側の騎手に対する補償制度はないに等しいもので、騎手には競馬場という仕事場を貸しているだけのところという認識しかされていなかった。
この2つの要件を訴状として、坂本は主催者である名古屋市と、ハイセイヒメの調教師を相手取って損害賠償訴訟を起こすも事実上敗訴。和解段階で名古屋市側から見舞金として提示された100万円を手にしたのみであった。
坂本は後に、福井県勝山市にある身体障害者施設でリハビリ生活を送るようになったが、2008年2月10日、心筋梗塞のため死去。56歳だった。
なお、前掲の競馬エースのコラムによれば、坂本は首から下が不随となりながらも、バランスをとって電動車椅子を操作して遠出したり、口に棒を加えてパソコンを操作するなど、活動的に過ごしていたという。

## エピソード
- 後年、「東海のエース」として一時代を築き地方競馬のトップジョッキーとして中央競馬に移籍した安藤勝己、そして坂本の全盛期とも多分に重なる競馬場の全盛期には層の厚さで知られた笠松競馬場の騎手陣が束になっても、この坂本にはまるで太刀打ちできなかった。安藤など全盛期の坂本を知る当時の騎手が多くのインタビューで語るところでは、坂本の騎乗は、騎乗の基本からはまるで逸脱していたが、レースが終わってみれば見事に勝っている、まさに天才の成せる技で、真似をしたくてもできないというより、もはや真似をする気すら起こさせない程のものであったという。
- 坂本は騎手生活の晩年となる1985年当時、後に東海地区最強と目される馬となっていくジユサブローの主戦騎手を務めていた。ジユサブローは1986年、地方競馬所属代表馬選定レースとなった同年のオールカマー（中山競馬場）を制し、地方競馬代表馬としてジャパンカップ（東京競馬場）では10連勝をかけて出走した。ジャパンカップでは最終的には単勝5番人気だったが、「地方最強馬」という触れ込みも手伝って前売り時点では同1番人気に推され、また、同年のジャパンカップに出走した中央競馬所属馬が比較的手薄であるという見方がされたこともあってか、「日本勢のエース」と書き立てるマスコミもあり、単勝人気以上に期待されていた馬だった。実際のレースにおいても、道中手ごたえよくレースを進めて直線に入って外目を通り、最後の追い比べ勝負という状態に持ち込んだ。しかし、最後の1ハロンとなる坂下で全く伸びきれず、結局7着に敗退した。このジャパンカップで馬群に沈んでゆくジユサブローを見つめながら、安達小八調教師は「坂本がいれば…」と嘆いたという。なお、前述のオールカマー、ジャパンカップの両レースには、鈴木純児が騎乗していた。
- 上述の通り、1984年の全日本アラブ大賞典ではテン乗りながらも、キンカイチフジをアラブ日本一へと導いた他、13連勝も達成させた。しかし同馬はこのレースの後、休養を余儀なくされ、坂本が騎乗できなくなった1985年9月に漸く復帰したが、そのレースでは安藤勝己が鞍上として起用された。安藤は同馬に通算3回騎乗し、同馬の連勝記録を15に伸ばしている。

## 騎乗成績

### リーディングジョッキー年度
| 年度   | 騎乗回数 | 勝利数 | 勝率  |
| ------ | -------- | ------ | ----- |
| 1971年 | 461      | 99     | 0.215 |
| 1972年 | 656      | 147    | 0.224 |
| 1974年 | 334      | 97     | 0.290 |
| 1975年 | 475      | 139    | 0.293 |
| 1976年 | 360      | 132    | 0.367 |
| 1978年 | 462      | 137    | 0.296 |
| 1979年 | 551      | 163    | 0.296 |
| 1980年 | 628      | 139    | 0.221 |
| 1981年 | 514      | 153    | 0.298 |
| 1982年 | 463      | 138    | 0.298 |
| 1983年 | 534      | 184    | 0.344 |
| 1984年 | 448      | 151    | 0.337 |
| 1985年 | 272      | 104    | 0.382 |

### 主な騎乗馬
- シナノホスター（1971年駿蹄賞、東海優駿）
- シナノルラー（1972年駿蹄賞、東海優駿）
- ギフオーザ（1973年駿蹄賞）
- スーパーライト（1973年・1974年名古屋杯・夏、1973年シルバー争覇）
- ミキユウヒメ（1974年シルバー争覇）
- ワイエムロツク（1975年東海大賞典）
- ミツルノニセイ（1975年名古屋杯・夏、名古屋杯・冬、1976年新春アラブ争覇）
- リユウサンド（1976年新春ジュニア）
- ホマレハルヤマ（1976年スーパーライト記念、アラブカップ、アラブ王冠）
- ハイセイウン（1976年中京盃）
- セブンムーテ（1976年ゴールドウィング賞）
- トレビキヨヒラ（1976年シルバーウイング賞）
- シナノリンボー（1978年アラブカップ、アラブダービー 、岐阜銀賞、名古屋杯・冬、アラブ王冠、1979年名古屋杯・夏）
- スピードエージ（1978年中京スポーツ杯）
- ヒロケイライト（1978年帝冠賞）
- ムサシタチハタ（1978年東海桜花賞）
- ハマノマンナ（1978年アラブスプリンターカップ）
- マサカチドキ（1979年秋の鞍）
- ブルーホーテン（1979年新春ジュニア）
- チエリータカコ（1979年くろゆり賞）
- イチコンコルドオウ（1980年名古屋大賞典）
- フジノシンゲキ（1980年ジュニアグランプリ）
- タイシヨウボーイ（1980年東海ゴールドカップ）
- ヒノデライデン（1981年新春アラブ争覇）
- シナノセイダイ（1981年駿蹄賞、岐阜王冠賞）
- タツノグローリー（1981年中京盃）
- ゴツドバウンテイ（1981年くろゆり賞）
- ジーエスオーザ（1981年ジュニアグローリ）
- セブンランサー（1981年秋の鞍、1982年東海ゴールドカップ）
- センジユウホープ（1981年名古屋杯・冬）
- トキテンリユウ（1982年アラブカップ、アラブダービー、アラブ王冠、シルバー争覇、1983年全日本アラブ大賞典）
- ローランセイ（1982年クイーンカップ）
- アルカンオーザ（1982年オーガストハンデキャップ）
- クシラヒロコ（1982年シルバーウイング賞）
- ゴールデンモンド（1982年岐阜王冠賞、秋の鞍、1983年東海ゴールドカップ）
- リユウフレンチ（1982年ジュニアグランプリ）
- ヨシカツトミユウ（1983年新春ジュニア）
- ミクニノオーヒメ（1983年アラブカップ）
- ミスタフレンチ（1984年新春ジュニア）
- ハクサンハーロツク（1984年新春盃、1985年東海桜花賞）
- シナノロケツト（1984年帝冠賞）
- ヤマニオー（1984年中京盃）
- イチトクオー（1984年笠松オールカマー）
- キンカイチフジ（1984年全日本アラブ大賞典）
- ホロトムテキング（1985年新春アラブ争覇）
- グレートレーベン（1985年駿蹄賞）